# Bother
"Bother" é uma canção escrita por Corey Taylor e gravada pela banda Stone Sour.
É o segundo single do álbum de estreia lançado a 27 de Agosto de 2002, Stone Sour.

## Paradas
| Ano  | Parada                     | Posição |
| ---- | -------------------------- | ------- |
| 2002 | Billboard Adult Pop Songs  | 27      |
| 2002 | Hot Mainstream Rock Tracks | 2       |
| 2002 | Alternative Songs          | 4       |
| 2002 | Billboard Hot 100          | 56      |